# Mittelspiel
Die auf die Eröffnung folgende Phase einer Schach-Partie wird Mittelspiel genannt. Es geht schließlich ins Endspiel über.
Die Eröffnung endet mit dem Erreichen eines angestrebten Stellungsbildes, in dem die meisten Figuren entwickelt sind und der König in Sicherheit gebracht ist, fast immer durch Rochade. Danach beginnt das Mittelspiel. Von nun an kann sich der Spieler nicht mehr auf bekannte Zugfolgen verlassen, die in der Eröffnungstheorie schon gut erforscht und dokumentiert sind. Der Spieler ist nun auf sein eigenes taktisches und strategisches Geschick angewiesen. Zwar gibt es auch für das Mittelspiel gewisse Grundsätze, deren Befolgung ein erfolgreiches Spiel wahrscheinlicher machen. Sie müssen aber dennoch auf die konkrete Stellung angewendet und immer neu bewertet werden.
Wenn durch Abtausch die Zahl der verbleibenden Steine auf dem Brett so gering ist, dass die Kräfte ohne Umwandlung eines Bauern nicht mehr für einen Königsangriff reichen, endet das Mittelspiel.

## Strategie im Mittelspiel
Um das Mittelspiel erfolgreich zu gestalten, muss ein Spieler in der Lage sein, die Stellung, die sich aus der Eröffnung ergeben hat, richtig einzuschätzen und basierend auf dieser Stellungsbewertung einen Plan zu fassen. Bei der Stellungsbewertung kommen verschiedene Faktoren in Betracht:
- Material: Meistens ist der Spieler im Vorteil, der über mehr Material verfügt (siehe Tauschwert).
- Initiative: Welcher der beiden Spieler ist in der Lage, Drohungen aufzubauen? Wer muss stattdessen gegnerische Drohungen abwehren?
- Raum: Wer beherrscht das Zentrum? Wo sind starke und schwache Felder?
- Bauernstruktur: Gibt es Bauernschwächen auf einer Seite? Gibt es Freibauern? Wie beeinflussen die Bauern die Beweglichkeit der Figuren? ...
- Königssicherheit

Aus der Analyse der Stellung ergibt sich oft eine längerfristige Zielsetzung: Wenn ein Spieler materiell im Nachteil ist, aber erkennt, dass der König seines Gegners verwundbar ist, wird er versuchen, eine Entscheidung der Partie schon im Mittelspiel durch einen erfolgreichen Königsangriff herbeizuführen. Sein Gegner wird umgekehrt versuchen, die Stellung zu vereinfachen und durch Abwicklung ins Endspiel zu überführen, wo er sich durch den Materialvorteil bessere Chancen verspricht.
Oft ist die Situation jedoch nicht so eindeutig. Dann werden die beiden Spieler versuchen, in der Stellung des Gegners entsprechende Schwächen zu schaffen, um sie anschließend auszunutzen. Beispielsweise kann eine vermeintlich sichere Rochade-Stellung des gegnerischen Königs durch ein Figurenopfer (z. B. Läuferopfer auf h7) geschwächt werden, um anschließend mit den verbleibenden Figuren den eigentlichen Mattangriff durchzuführen.
Die Partei, die nicht die Initiative hat, wird oft bestrebt sein, einen Angriff in der Bretthälfte zu starten, wo der Gegner nicht aktiv ist. Eine solche Strategie wird Gegenspiel genannt. Dabei ist eine präzise Stellungseinschätzung unumgänglich: Das Gegenspiel ist wirkungslos, wenn es entweder so spät kommt oder die aufgebauten Drohungen so schwach sind, dass der Gegner gar nicht darauf reagieren muss und stattdessen seinen Angriff ungestört weiterführen kann.
In Meisterpartien kommt heutzutage eine Entscheidung im Mittelspiel zwar vor. Häufiger neutralisieren sich jedoch die Angriffs- und Verteidigungsstrategien der beiden Spieler weitgehend. Dadurch versuchen die Spieler oft nur winzige Vorteile anzuhäufen, die sich dann erst nach dem Übergang ins Endspiel auszahlen.

## Taktik im Mittelspiel
Im Mittelspiel kommt der Taktik vielleicht noch eine größere Bedeutung zu als in der Eröffnung oder im Endspiel: In der Eröffnung bedeutet die Auswahl eines Zuges oft nur die Entscheidung zwischen mehreren bekannten Varianten. Im Endspiel hingegen gibt es aufgrund der reduzierten Figurenzahl weniger taktische Möglichkeiten.
Bei der Stellungsbewertung und bei der Berechnung der Zugfolge sind Stellungsmuster hilfreich, die so oder ähnlich in vielen Partien immer wieder auftauchen. Versierte Schachspieler haben durch ihre Spielerfahrung und das Studium von Meisterpartien eine große Auswahl von solchen Mustern in ihrem Gedächtnis größtenteils unterbewusst gespeichert. Taucht ein bestimmtes Stellungsmuster auf dem Brett auf, rufen sie dieses ab und haben sofort einen möglichen Plan und eventuell auch schon mögliche Züge parat. Nur so ist die enorme Spielstärke von Großmeistern zu erklären, die sie selbst bei sehr begrenzter Bedenkzeit oder im Simultanspiel an den Tag legen.
Beispiel
|   | a | b | c | d | e | f | g | h |   |
| 8 |   |   |   |   |   |   |   |   | 8 |
| 7 |   |   |   |   |   |   |   |   | 7 |
| 6 |   |   |   |   |   |   |   |   | 6 |
| 5 |   |   |   |   |   |   |   |   | 5 |
| 4 |   |   |   |   |   |   |   |   | 4 |
| 3 |   |   |   |   |   |   |   |   | 3 |
| 2 |   |   |   |   |   |   |   |   | 2 |
| 1 |   |   |   |   |   |   |   |   | 1 |
|   | a | b | c | d | e | f | g | h |   |

Weiß am Zug.
Die nebenstehende Abbildung zeigt ein bekanntes Stellungsmuster im Mittelspiel: Der schwarze König hat kurz rochiert, doch der weiße Bauer auf e5 hat den Springer von f6 vertrieben, wo dieser eigentlich den Bauern h7 verteidigen sollte. Diese Schwächung wird von Weiß durch ein Läuferopfer ausgenutzt:
1. Lxh7+!
Egal, wie sich Schwarz zu verteidigen versucht, wird er bald matt gesetzt. Hier sei nur eine von vielen Varianten gezeigt:
1. … Kxh7 2. Sg5+ Kg6 3. Dc2+ f5 4. exf6+ e.p. Kxf6 5. Txe6+ Kxg5 6. Sf3++ Kg4 7. Dg6#.
Erfahrene Schachspieler kennen dieses Muster. Sie sind sich in ähnlichen Stellungen der Möglichkeit bewusst, einen Läufer auf h7 zu opfern. Daher finden sie einen möglichen Gewinnzug sehr schnell, der unerfahrenen Spielern gar nicht in den Sinn kommt.